# 740
El 740 (DCCXL) fou un any de traspàs començat en divendres del calendari julià.

## Esdeveniments
- Terratrèmol a Constantinoble
- Es planten a Chang'an arbres fruiters per a enriquir la dieta dels ciutadans
- Guerra entre amazics i àrabs